# Steinhausen (Büren)

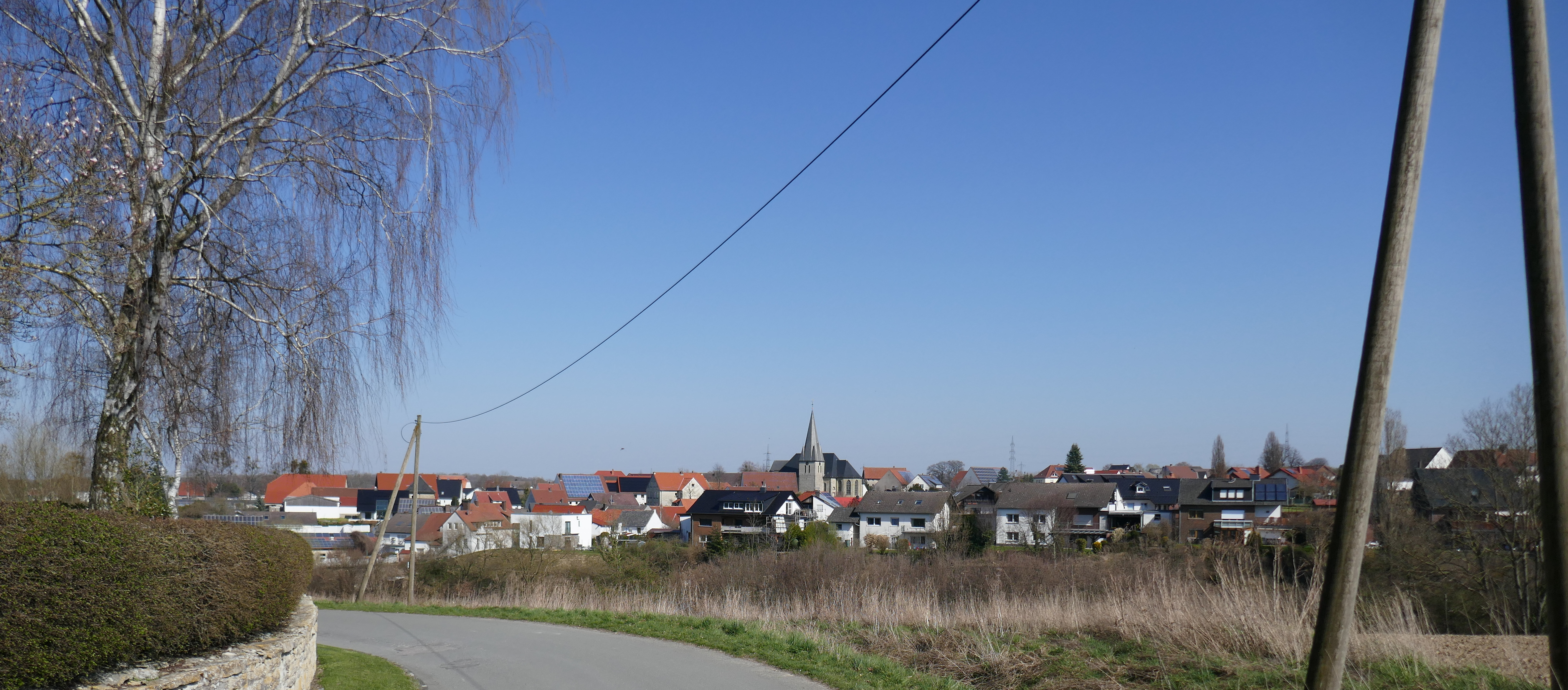
Steinhausen

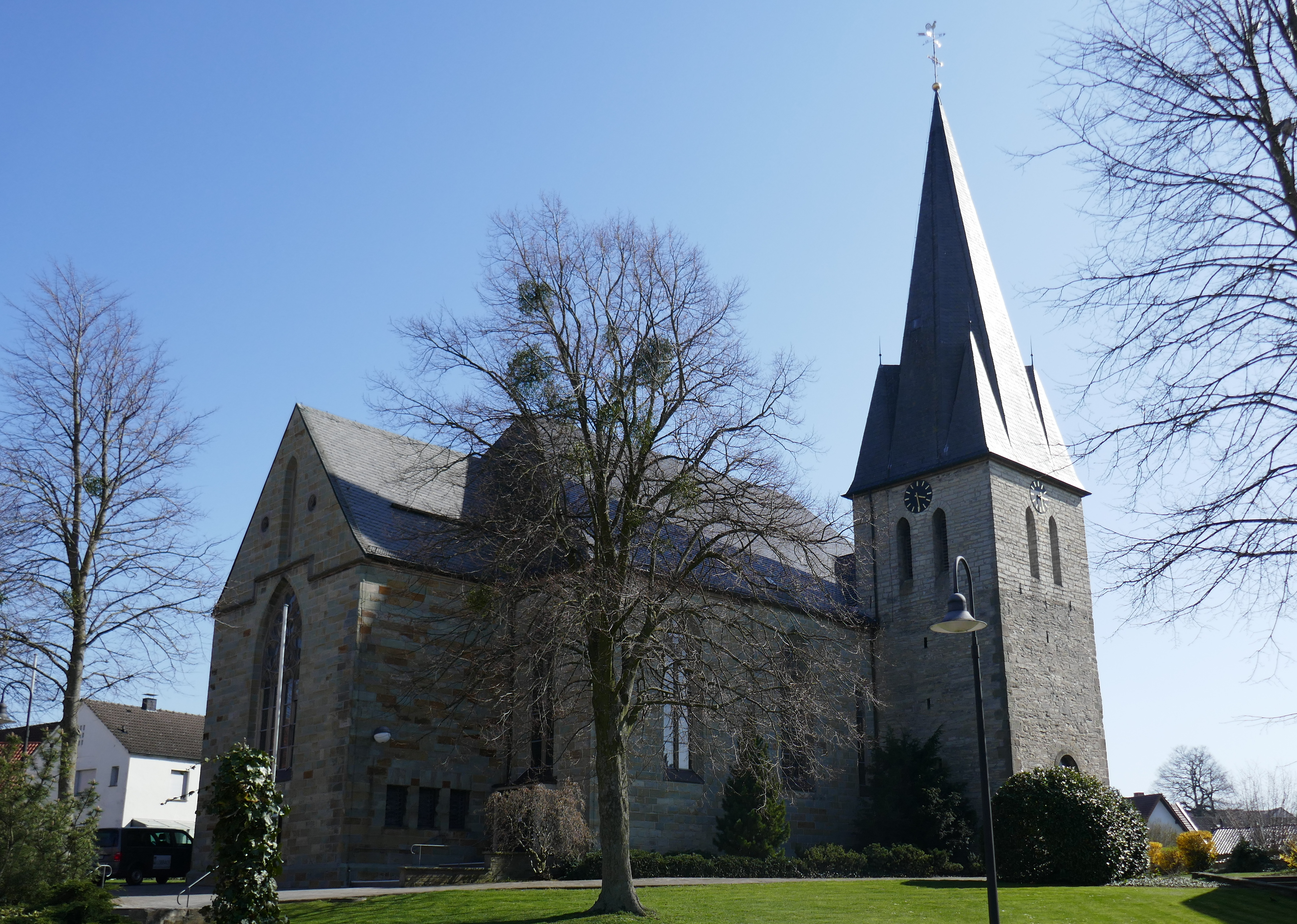
Antoniuskirche

Steinhausen ist die zweitgrößte Ortschaft der Stadt Büren im Kreis Paderborn. Der Ort hat etwa 3523 Einwohner (Stand 31. Dezember 2019). Der Ortsvorsteher ist Franz-Josef Borghoff (SPD).

## Geographie
Steinhausen ist von Wäldern umgeben und von Hügeln durchzogen.

## Geschichte
Eine erste urkundliche Erwähnung erfuhr der Ort im Jahre 1243. Steinhausen lag stets im Grenzbereich von Ländern und Zuständigkeiten und war deswegen mehrmals in Fehden verwickelt. Dazu zählen jene zwischen Kurköln und dem Hochstift Paderborn (1368), die Große Dortmunder Fehde (1388–1389) und die Soester Fehde (1444–1449). Der Ort gehörte bis zu den Napoleonischen Kriegen zur Herrschaft Büren im Hochstift Paderborn. Im Königreich Westphalen bildete der Ort von 1807 bis 1813 eine Gemeinde im Kanton Büren des Distrikts Paderborn im Departement der Fulda. 1816 kam die Gemeinde Steinhausen zum neuen Kreis Büren, in dem sie bis 1895 zum Amt Büren und danach bis 1974 zum Amt Büren-Land gehörte. Bei der kommunalen Neugliederung 1975 wünschte die Bevölkerung des Ortes, ein Stadtteil von Geseke zu werden, da sie sich dem Nachbarort unter anderem wegen einer zugesagten Mittelschule mehr verbunden fühlte. Doch die Lage im Grenzbereich war entscheidend, so kam Steinhausen am 1. Januar 1975 zur Stadt Büren im Kreis Paderborn.

## Verkehr
Steinhausen liegt an der A 44, Autobahnausfahrt 59 Geseke/Steinhausen. Bedingt auch durch die Autobahnanbindung wurde der Ort Sitz mehrerer Unternehmen und Speditionen. Bis 1952 war Steinhausen auch an das Bahnnetz über die Strecke Geseke–Büren angebunden. Bereits 1952 wurde allerdings der Personenverkehr beendet und nach Einstellung auch des Güterverkehrs der Streckenteil in Steinhausen abgebaut. Nun bestehen Verbindungen des BahnBus Hochstift nach Büren und in die umliegenden Orte.

## Sehenswertes
- Die ältesten Teile der katholischen St. Antonius-Kirche stammen aus dem Jahr 1243.[6]

## Vereine und Veranstaltungen
Die größten Veranstaltungen während des Jahres bildet das Schützenfest (Umzüge mit dem Königspaar samt Hofstaat, Schützenfrühstück mit Vogelschießen).
Die „Landjugend“ (KLJB) kümmert sich um das Osterfeuer und das Aufstellen des Maibaums.
Das Tambourkorps begleitet Veranstaltungen des Ortes, wie z. B. den Fastnachtdienstag, das Maibaumaufstellen, diverse Prozessionen, die Sportwerbewoche, das Schützenfest, Schnadgang und Kinderschützenfest. Auch tritt das Tambourkorps außerhalb des Ortes in Büren, Thülen, Weine, Barkhausen, Rösenbeck und beim Kreisschützenfest auf.
Die Jugendfeuerwehr Steinhausen (4. Zug Büren) wird auf die in der späteren Feuerwehr vorkommenden Aufgaben vorbereitet. Außerdem nimmt sie an festlichen Aktionen teil, unterstützt sie und organisiert Fußballturniere oder Kuchenbasare.
Der Sportverein Steinhausen bietet ganzjährig Sportbetrieb an und organisiert die Sportwoche.

## Persönlichkeiten
- Daniel Farke[8] (* 1976), Fußballtrainer und -spieler